# 高車士打屯駐地
高車士打屯駐地是英國陸軍位於英格蘭東部雅息士郡高車士打的屯駐地。自羅馬時代以來，高車士打一直是一個重要的軍事基地。高車士打的第一支駐軍是第二十英勇凱旋軍團，是羅馬帝國在公元43年征服不列顛後設立的。在拿破崙戰爭和整個維多利亞時代都是重要的軍管城鎮。在第一次世界大戰期間，數個基秦拿伯爵新軍的營級部隊在那裡接受訓練。現在，第16空中突擊旅的傘兵團第2營和第3營都駐紮在那裡。時至今日，有新的兵營正取代維多利亞時代建築，讓新建築的兵營距離市中心可以稍微更接近一點。

## 歷史

### 拿破崙戰爭(1792–1815)
高車士打屯駐地在拿破崙戰爭中扮演了重要角色。軍隊最初是收到分配令在當地的小旅館和房屋投宿。在向市議會申請後，新的步兵營建於1794年。到1800年在北邊的軍營街(Barrack Street)、西邊的溫坡路(Wimpole Road)和東邊的港口巷(Port Lane)的限制區域內又建了追加的步兵、炮兵和騎兵營。1805年兵營裡住著7000名官兵。拿破崙戰爭後屯駐地的兵營數量減少。舊營房和土地於1817年開始出售，並且於1840年完成了所有買賣交易。英國陸軍保留了14英畝土地和一個步兵營供851名官兵使用。在維多利亞時代，許多舊兵營土地被重新開發為高車士打的"新城鎮(New Town)"區。

### 克里米亞戰爭(1854–1856)
高車士打屯駐地在克里米亞戰爭期間經歷了快速擴張。1855年至1856年間，建起了豎立在軍械場上供5000名士兵使用的木製步兵營。1857年英國政府購買了Middlewick農場167英畝耕地作訓練區和步槍靶場。目前Middlewick 射擊場仍然被第16空中突擊旅駐軍使用; 然而，射擊場將在2022年關閉。

#### 不列顛-德意志軍團
1856年不列顛-德意志軍團的10,000名士兵收到分配令進駐高車士打屯駐地的步兵營與及部分在兵營曠野區域紮營暫居。 不列顛-德意志軍團成立於1854年，是一支在英軍服役的外地軍團，類似於拿破侖戰爭期間的英王德意志軍團。根據1854年《外國人入伍法》的規定，該軍團被徵召參加克里米亞戰爭。 但沒有看到軍團人員在前線中執勤，儘管有大量軍團兵前往克里米亞，但在那裡他們大多因為死於熱病而從沒有看到過戰場。軍團於1857年在高車士打解散，因為優先考慮那些已婚或有未婚妻的人員，大部分餘下的退役士兵被許可前往東開普省的卡弗拉里亞(Kaffraria)定居。而沒有德意志裔妻子或未婚妻的男人，很多留下與高車士打女子結婚。高車士打教會記錄了數十宗婚姻，主要是在聖博托爾夫教堂(St Botolph's)，其餘的是在屯駐地教堂舉行婚禮。

### 第一次世界大戰(1914–1918)

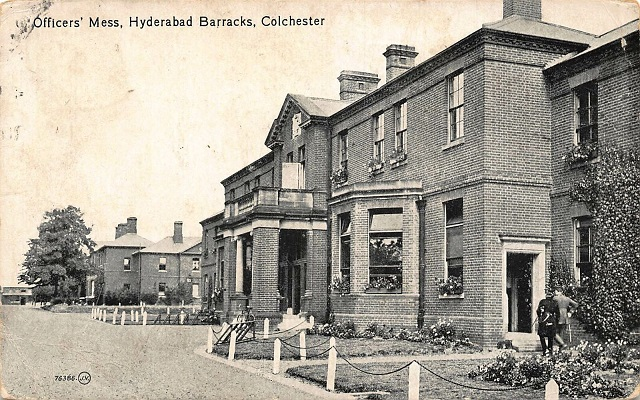
高車士打，海德拉巴兵營(Hyderabad Barracks]的軍官食堂

#### 國土軍

##### 雅息士郡兵團
1914年8月第一次世界大戰爆發時，國土軍的雅息士郡兵團第8營駐紮在高車士打屯駐地。第8營在戰爭最初的幾個月從義勇軍徵招士兵，因為該營另外再追加了"國土軍士兵" 而給予新番號為分數式的第1/8營。而第2/8和第3/8營分別於1914年9月和1915年4月成立。所有三個國土防衛營都分配給本土作防衛用途，在整個戰爭期間都留在聯合王國。

##### 雅息士義勇騎兵
雅息士義勇騎兵中隊在戰爭爆發時動員。該團於1914年11月加入皇家騎馬衛隊和第10皇家驃騎兵團，成為第3騎兵師麾下所屬的第8騎兵旅兵力的一部分。 戰爭期間，在高車士打徵招組成第2和第3線列兵團以增援第1線列兵團。而第2雅息士義勇騎兵團前往愛爾蘭擔任駐軍職務，第3雅息士義勇騎兵中隊於1917年被合併到第4預備役騎兵團。
1918年3月14日，雅息士義勇騎兵離開第8騎兵旅成為一支自行車步兵部隊，然後計劃與貝德福郡義勇騎兵一同組成一個機槍營。德國春季攻勢阻止了雅息士義勇騎兵這一合組計劃，第4預備役騎兵團的雅息士義勇騎兵於3月28日再重新上馬被指派給第1騎兵師。從4月4日起該團分割為一個個騎兵中隊加入第1騎兵旅麾下所屬的各個兵團，分別配屬到第2龍騎兵衛隊，第5龍騎兵衛隊和第11驃騎兵團。

##### 雅息士皇家騎馬炮兵連
雅息士皇家騎馬炮兵連於1914年在高車士打和湛士福動員。炮兵連是屬國土軍的皇家騎馬炮兵部隊。其後徵招組成第2線列兵分隊，番號為第2/1雅息士皇家騎馬炮兵連。

#### 基秦拿伯爵新軍
第12 (東部) 步兵師於1914年8月至1915年2月在高車士打成立。該師是基秦拿伯爵新軍需要組建的師之一。該師包括雅息士郡兵團、修福郡兵團、諾福克郡兵團、皇家伯克郡兵團、劍橋郡兵團、皇家燧發槍團、女王兵團、巴付(皇家東根德郡兵團)、女王直屬皇家西根德郡兵團和東舒梨郡兵團。該師於1915年前往法國參加了洛斯戰役、索姆河戰役、康布雷戰役 和1918年的興登堡防線戰役。

### 第二次世界大戰(1939–1945)

#### 第4步兵師
高車士打是第4步兵師在1939年9月時的駐地。9月3日戰爭爆發時駐節的部隊包括蘭開夏郡燧發槍團第2營、東舒梨郡兵團第1營、牛津郡和白金漢郡輕步兵團第1營、皇家恩尼斯基寧龍騎兵衛隊、第17/第21槍騎兵團、皇家砲兵的第27野戰砲兵團、第30野戰砲兵團和第14反坦克砲兵團。該師於1940年部署到法國，作為英國遠征軍兵力的一部分。

#### 英國國土防衛軍
二戰期間高車士打的防衛力量由當地義勇軍組成的英國國土防衛軍第8雅息士營負責。在兵力最高峰時，徵召了2000多人。第8營擁有不少於22種不同類型的武器，包括維克斯機槍、火焰噴射器和2磅反坦克炮。整個地區由第13雅息士營提供額外支援，該營由來自郵政總局的義勇軍組成，負責保護關鍵的電信基礎設施。
1944年11月1日英廷向國土防衛軍下達"解除防衛"的命令。11月19日他們向郡尉 (英國)法蘭西斯·韋摩亞上校作最後的敬禮。韋摩亞上校說："你們以你們的責任感、忠誠和愛國精神，為我們民族的歷史傳統貢獻了一頁又一頁的記錄......你們在戰爭最關鍵的時候為保衛我們的國家發揮了突出的作用。以雅息士的名義，我感謝你們。"

#### 高車士打防線
在戰爭期間，該鎮被超過120個地堡或其他防禦工事包圍，作為高車士打防線的一部分。 時至今日，在比爾山和海斯(Hythe)火車站附近仍然能找到少量的地堡遺址。

#### 高車士打大規模空襲
二戰期間空襲警報在高車士打響起了1000多次。高車士打曾多次遭到納粹德國空軍的襲擊。
其中包括：
- 塞維路斯空襲 – 1942年8月11日38名平民在一架德軍飛機向塞維路斯醫院（英语：Severalls Hospital）投下一枚炸彈時喪生。
- 小教堂街空襲 – 1942年9月28日一架Do 217轟炸機在南街(South Street)和雅息士街(Essex Street)投下四枚炸彈，造成8名平民死亡。這次空襲警報只在炸彈投下後才響起，引起高車士打市民抗議。
- 聖博托爾夫空襲 –1944年2月德國空軍的一次大規模燃燒彈襲擊向高車士打的聖博托爾夫(St Botolphs)地區投擲了1400枚燃燒彈，摧毀了14座建築物，並嚴重損毀了99座。三分之二的帕斯文（英语：Paxman (engines)）不列顛尼亞工廠在空襲中被毀。

國土防衛軍在修道院場上建立了一隊防空炮兵連，在21個月的時間裡與敵機交火14次。

#### 駐高車士打美軍
第一批美軍人員於1942年1月抵達英國。美國人在高車士打區建立了龐大駐軍，美國第八航空軍的許多空軍基地都設在該地區 – 位於科恩伯爵飛行場（Earls Colne Airfield）、朗廷、威明福特皇家空軍基地、梅辛和戴德姆。二戰期間美國紅十字會在該地區建立了數個交際俱樂部。

#### 戰後
東區司令部總部於1967年在高車士打成立， 但是東區司令部與東北區司令部合併後，擴編了的司令部於1992年遷至約克的英帕爾軍營。 2004年根據私人融資計劃的合同，屯駐地獲得一個再發展的規劃方案。這些方案由阿特金斯(Atkins)設計，並由羅拔·麥阿帕爾爵士集團(Sir Robert McAlpine)建造，耗資5.4億英鎊的重建工程於2008年完工。

## 高車士打屯駐地現況

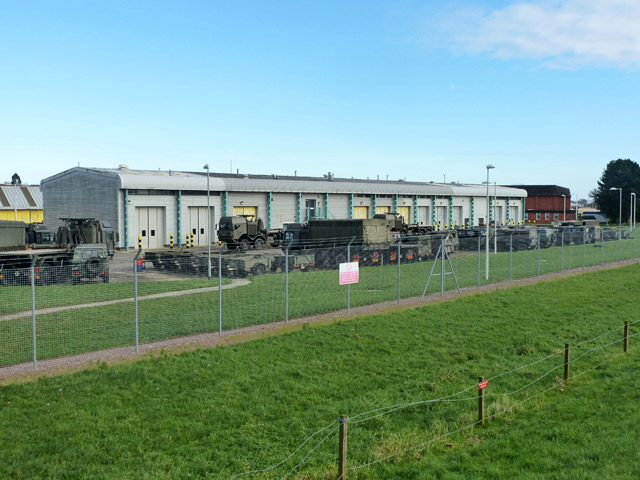
高車士打屯駐地的陸軍載具

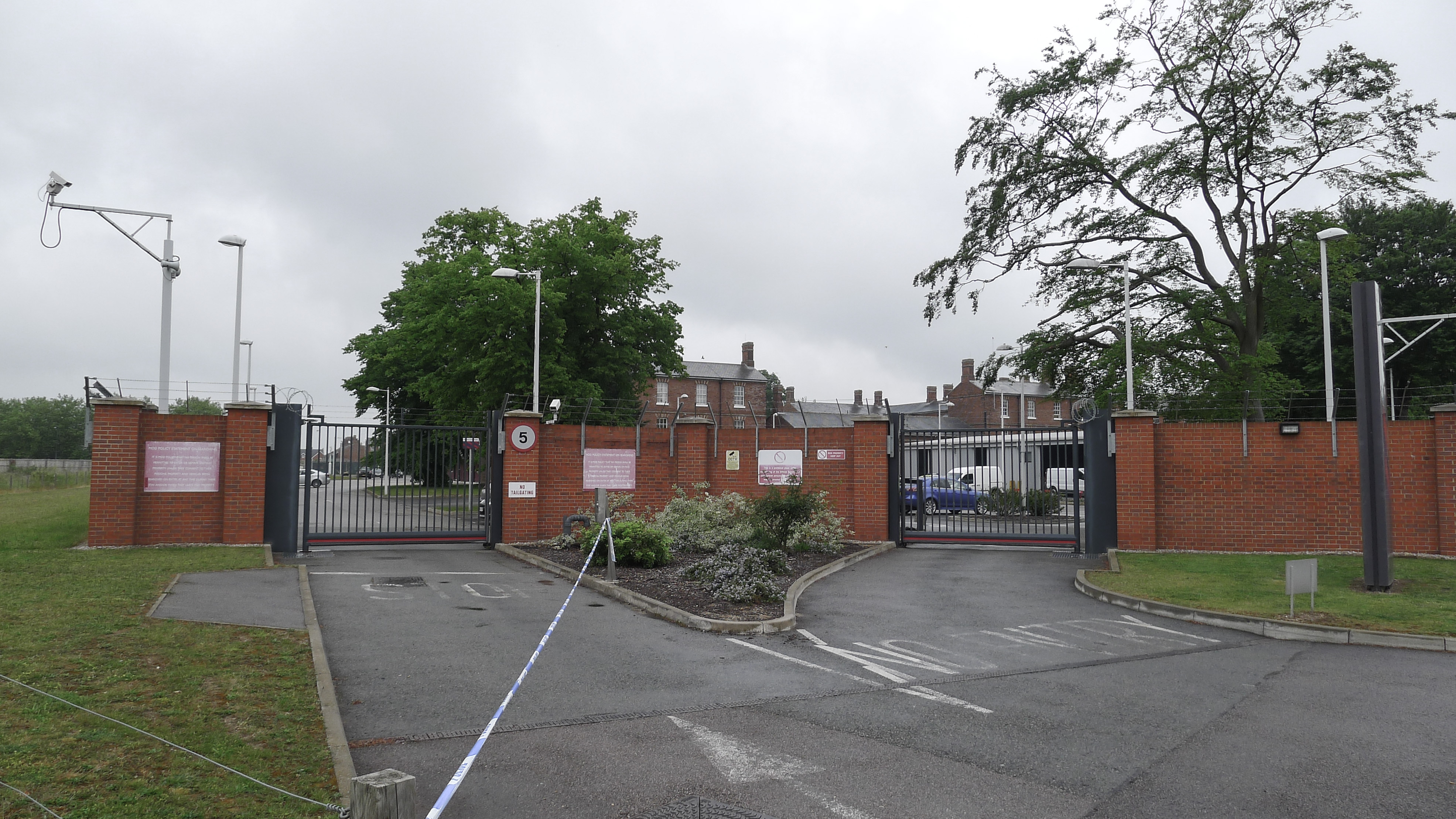
高車士打屯駐地的大門

### 正規軍
高車士打屯駐地目前是第16空中突擊旅的所在地。該旅有3個空中突擊步兵營、2個航空團、1個皇家炮兵團和支援部隊（工兵、信號、後勤、醫療）。

### 預備役部隊
高車士打市民一向有志願者在國土軍服役的傳統，現稱陸軍預備役。二戰期間，高車士打的國土軍士兵包括雅息士郡兵團第2、第5營和皇家騎馬炮兵的第104雅息士義勇騎兵團。陸軍預備役目前在高車士打的部隊由第254醫療團第161連，第36（東部）通信中隊，第71(倫敦市)義勇騎兵信號團和皇家後勤軍團第158團的第202中隊組成。

## 文獻
- James, Brigadier E.A. . London: Samson Books Limited. 1978. ISBN 0-906304-03-2.

## 外部連結
- 16 Air Assault Brigade （页面存档备份，存于）
- 2nd Battalion, The Parachute Regiment （页面存档备份，存于）
- 3rd Battalion, The Parachute Regiment （页面存档备份，存于）
- Military Corrective Training Centre （页面存档备份，存于）
- 45 Squadron, 36 (Eastern) Signal Regiment (Volunteers)
- Garrison Radio
- ARRSEpedia entry （页面存档备份，存于）